# Energia nucleare a Taiwan
Nel 2022 l'energia nucleare a Taiwan ha generato il 9,1% dell'energia elettrica prodotta in totale nel Paese.
A maggio 2024, è presente in questa nazione una centrale elettronucleare in funzione che dispongono complessivamente di 2 reattori operativi.
Nel 1999 è iniziata l'edificazione di una nuova centrale elettronucleare dotata di due reattori, ma il progetto è stato successivamente sospeso.

## Storia

### I primi passi
Nel 1955, la Repubblica di Cina siglò un accordo bilaterale con gli Stati Uniti per un utilizzo pacifico dell'energia nucleare. Il governo di Chiang Kai-shek istituì l'Atomic Energy Council (AEC), destinato a fungere da organo consultivo e coordinatore del governo. Furono elaborati piani per un reattore di ricerca presso l'Università Nazionale Tsing Hua (NTHU). La costruzione del reattore ad acqua leggera di Tsing Hua (THOR) iniziò nel dicembre 1959, divenendo critico il 19 aprile 1961. Successivamente, presso la NTHU, furono istituiti programmi per laureati e post-laurea per la formazione di ingegneri nucleari.
A partire dagli anni '60, Taiwan sperimentò un rapido e duraturo sviluppo economico. Ciò coincise con una crescente domanda di energia elettrica. Sebbene una piccola parte di questa domanda potesse essere soddisfatta tramite centrali idroelettriche, la maggior parte (oltre il 95%) doveva essere inizialmente coperta dall'importazione di combustibili fossili, poiché Taiwan disponeva di risorse di carbone, petrolio e gas naturale poco significative. Per ridurre tale dipendenza energetica, il governo incentivò lo sviluppo dell'energia nucleare per uso civile.
La pianificazione per l'utilizzo civile dell'energia nucleare fu affidata interamente alla società statale Taiwan Power Company (Taipower). Dal primo periodo degli anni '60, Taipower sviluppò, con il supporto dell'Agenzia internazionale per l'energia atomica (IAEA) e l'assistenza di esperti provenienti dagli Stati Uniti, dettagliati piani per la costruzione di quattro centrali nucleari a Taiwan. Per acquisire le competenze necessarie per la costruzione e l'operatività di queste centrali, l'azienda inviò un totale di 583 ingegneri e altri specialisti presso università, istituti di ricerca e fornitori di impianti nucleari all'estero, dal 1968 al 1981. La divisione di ingegneria nucleare dell'Università Nazionale Tsing Hua ha svolto un ruolo chiave nel trasferimento di tali conoscenze a Taiwan e nell'istituzione di un proprio programma di formazione.
Nel novembre 1970 iniziò la costruzione del primo reattore nucleare. Nel 1978 questo primo reattore nucleare commerciale entrò in funzione a Chin Shan, sulla punta settentrionale dell'isola. Negli anni 1981 e 1984 furono completati i reattori di Kuosheng e Maanshan, la cui costruzione era iniziata rispettivamente nel settembre 1974 e nel gennaio 1978. Nel 1985, il 52% del fabbisogno energetico di Taiwan era coperto dall'energia nucleare.

### Gli effetti del disastro di Černobyl' e dell'incidente di Maanshan
Dopo che tre centrali nucleari erano già entrate in funzione, Taipower iniziò a pianificare la costruzione di una quarta centrale nucleare negli anni '80. Entro il 1983, Taipower aveva acquisito il terreno necessario per la costruzione, situato nel distretto di Gongliao a Nuova Taipei (all'epoca ancora contea di Taipei). In quel periodo, l'energia nucleare non era un argomento molto discusso a Taiwan. Tuttavia, in seguito al disastro di Černobyl' in Europa, l'opinione pubblica cambiò radicalmente. Inoltre, il 7 luglio 1985 scoppiò un incendio nell'unità Maanshan 1, causato da un grave danneggiamento della turbina. L'incendio fu rapidamente domato senza che si verificassero emissioni significative di radioattività.
In un sondaggio del 1986, il 63% degli intervistati affermò che le centrali nucleari erano “pericolose” o “molto pericolose”. Di conseguenza, nel 1987 il Parlamento non approvò le risorse finanziarie previste per la costruzione della quarta centrale nucleare.

### Il movimento anti-nucleare e la costruzione del quarto impianto nucleare
A Taiwan, come in altri paesi, il movimento anti-nucleare e ambientalista era fortemente legato a una protesta contro l'élite consolidata, rappresentata dal partito al potere, il Kuomintang. Il nucleo dell'opposizione si formò intorno al Partito Progressista Democratico (PPD), fondato nel 1986, a cui all'inizio si unirono anche gli oppositori e i critici dell'energia nucleare. Dopo il passaggio a un sistema democratico e le prime elezioni legislative libere nel 1992, gli ambientalisti rimasero sempre più delusi dal comportamento opportunista del PPD e accusarono il partito di amoralità nella questione nucleare. In questo contesto, nel 1996 fu fondato il Partito Verde di Taiwan, che tuttavia non ebbe molto successo inizialmente.
Nel 1999, dopo le lunghe discussioni precedenti, sotto l'amministrazione del Kuomintang iniziò la costruzione della quarta centrale nucleare a Lungmen. La data prevista per l'entrata in funzione era il 2004. Tuttavia, dopo l'inaspettata vittoria del PPD alle elezioni presidenziali del 2000, il neoeletto presidente Chen Shui-bian annunciò il blocco della costruzione a Lungmen, sostenendo che la centrale non era necessaria e che comportava rischi ambientali e di sicurezza inaccettabili.
Dopo alcune dispute legali, il governo del primo ministro Chang Chun-hsiung annunciò la ripresa dei lavori a partire dal 14 febbraio 2001. A causa della sospensione temporanea della costruzione, ci furono notevoli ritardi rispetto al piano originale e Taipower rivide la data di completamento prevista al 15 luglio 2006. Le ulteriori date di completamento previste in seguito non furono rispettate e i costi calcolati vennero notevolmente superati. Nel 2015, i costi totali superavano i 9 miliardi di dollari, più che raddoppiati, senza che l'impianto avesse prodotto un singolo kilowattora di energia.

### L'impatto dell'incidente di Fukushima
L'incidente nucleare di Fukushima dell'11 marzo 2011 ha avuto gravi conseguenze sul dibattito sull'energia nucleare a Taiwan. Come nel caso di Fukushima, tutte le centrali nucleari di Taiwan si trovano direttamente vicino alla costa, e quindi sono potenzialmente minacciate da tsunami. Inoltre, Taiwan, proprio come il Giappone, è una zona sismica molto attiva.
Anche all'interno del Kuomintang, finora in linea con una politica nucleare rigorosa, si è in parte assistito a un cambiamento di prospettiva. Nelle elezioni presidenziali del 2012, la questione dell'energia nucleare rappresentava un tema importante. La candidata principale del PPD, Tsai Ing-wen, si è pronunciata per la sospensione della costruzione della quarta centrale nucleare e per un graduale abbandono dell'energia nucleare. Il suo avversario e detentore dell'incarico, Ma Ying-jeou, ha invece continuato a sostenere il tradizionale corso del Kuomintang.
Regolari manifestazioni sono scoppiate soprattutto nelle grandi città, mettendo sotto pressione il governo del Kuomintang in carica fino al 2016. Le proteste dell'9 marzo 2013, con oltre 200 000 partecipanti in tutto il paese, hanno portato il governo a promettere un'altra ispezione di sicurezza a Lungmen, che è stata effettuata a partire da marzo 2013. Nell'aprile 2014, il governo ha annunciato che il reattore 1 della centrale nucleare di Lungmen sarebbe stato messo in stato di stasi finché non fossero stati completati gli ultimi test di sicurezza. La continuazione della costruzione del secondo reattore a Lungmen è stata fermata del tutto.
Il 28 dicembre 2014, il reattore 1 di Chin Shan è stato spento a seguito di un incidente. L'incidente è stato relativamente minore e l'AEC ha raccomandato di riavviare il reattore. Tuttavia, il governo ha vietato il riavvio. Secondo gli oppositori dell'energia nucleare, la centrale nucleare, con i suoi 38 anni di età, rappresentava un rischio per la sicurezza.
Dopo che il PPD ha ottenuto la maggioranza assoluta nelle elezioni legislative del 2016, Tsai Ing-wen ha adottato una politica anti-nucleare. Dopo che il reattore 2 di Kuosheng è stato spento il 30 maggio 2016 a seguito di un piccolo incidente, il governo non ha permesso il suo riavvio. Anche il reattore 1 di Kuosheng è stato costretto a interrompere le operazioni il 30 novembre 2016, dopo che l'amministrazione della città di Nuova Taipei, dominata dal PPD, non ha concesso l'autorizzazione per ulteriori capacità di stoccaggio per le barre di combustibile esausto.
Dal novembre 2016, quindi, la centrale nucleare di Maanshan è l'unica in esercizio a Taiwan.

## Programma nucleare futuro
L'ex presidente Lee Teng-hui nel 2013 ha dichiarato che Taiwan non poteva permettersi di abbandonare l'energia nucleare nel futuro prossimo e che avrebbe dovuto potenziare il proprio programma nucleare sviluppando tecnologie avanzate, come la fusione nucleare.
Nel 2013, Don Shapiro, senior director della Camera di commercio americana a Taipei, ha osservato che i rischi riguardanti la sicurezza nucleare debbano essere ponderati in relazione al rischio di gravi carenze energetiche e costi dell'elettricità significativamente più alti se Taiwan abbandonasse l'opzione nucleare.
Nel 2017, la presidente Tsai Ing-wen ha dichiarato che il suo partito mirava a eliminare gradualmente l'energia nucleare a Taiwan entro il 2025.
A causa della chiusura anticipata di diversi reattori nucleari, le riserve di capacità di Taipower, mantenute per i picchi di domanda o guasti imprevisti, sono scese a un livello molto basso. Tuttavia, nel 2017, il tifone Nesat e la tempesta tropicale Haitang hanno portato le riserve di capacità sotto la soglia critica di 900 MW, causando black out in alcune aree del Paese.
In seguito, alcuni organi di stampa hanno sollevato dubbi sulla sicurezza dell'approvvigionamento energetico di Taiwan e sulla fattibilità del piano ambizioso di eliminazione del nucleare, in quanto interruzioni di corrente anche brevi potrebbero avere conseguenze disastrose, soprattutto nell'importante industria dei semiconduttori.
Il 24 novembre 2018 si è tenuto un referendum in cui la maggioranza degli elettori si è espressa contro un'uscita obbligatoria dal nucleare nel 2025. D'altra parte, nel referendum del 18 dicembre 2021, la maggioranza ha respinto la messa in funzione della centrale nucleare di Lungmen.

## Ciclo del combustibile
Tutto il combustibile è importato, non sono presenti impianti per la fabbricazione del combustibile nucleare o per l'arricchimento dell'uranio.

## Reattori di ricerca
Sono presenti 6 reattori di ricerca a Taiwan. Al momento solo THOR, un'unità Triga da 2 MW presso l'Università Nazionale Tsing Hua, è in funzione, mentre gli altri sono stati spenti e decommissionati.

## Gestione dei rifiuti e depositi geologici
Un deposito per rifiuti a bassa attività è in funzione presso l'isola di Lan-Yu, gestito dalla Taipower. È prevista la costruzione di un deposito geologico, all'interno di solido granito per i rifiuti ad alta attività, con operazioni previste per il 2055.

## Produzione di uranio
Taiwan non è un produttore di uranio. Nel 2010, Taipower ha importato uranio principalmente da Namibia, Australia, Canada, Uzbekistan e Kazakistan.

## Centrali elettronucleari
Tutti i dati della tabella sono aggiornati a maggio 2024
| Reattori operativi |                    |           |                    |                                    |                                   |                        |
| Centrale | Potenza netta (MW) | Tipologia | Inizio costruzione | Allacciamento alla rete            | Produzione commerciale            | Dismissione (prevista) |
| Maanshan (Reattore 1) | 936                | PWR       | 21 agosto 1978     | 9 maggio 1984                      | 27 luglio 1984                    | 2024                   |
| Maanshan (Reattore 2) | 938                | PWR       | 21 febbraio 1979   | 25 febbraio 1985                   | 18 maggio 1985                    | 2025                   |
| Totale: 2 reattori per complessivi 1.874 MW |                    |           |                    |                                    |                                   |                        |
| Reattori in costruzione |                    |           |                    |                                    |                                   |                        |
| Centrale | Potenza netta (MW) | Tipologia | Inizio costruzione | Allacciamento alla rete (prevista) | Produzione commerciale (prevista) | Costo (stimato)        |
| Lungmen (Reattore 1) | 1350               | ABWR      | 31 marzo 1999      | N.D.                               |                                   |                        |
| Lungmen (Reattore 2) | 1350               | ABWR      | 30 agosto 1999     | N.D.                               |                                   |                        |
| Totale: 2 reattori per complessivi 2.700 MW |                    |           |                    |                                    |                                   |                        |
| Reattori pianificati ed in fase di proposta |                    |           |                    |                                    |                                   |                        |
| Totale programmati: 0 reattori per complessivi 0 MW Totale proposti: 1 reattori per 1.350 MW                                                                        |                    |           |                    |                                    |                                   |                        |
| Reattori dismessi |                    |           |                    |                                    |                                   |                        |
| Centrale | Potenza netta (MW) | Tipologia | Inizio costruzione | Allacciamento alla rete            | Produzione commerciale            | Dismissione            |
| Chin Shan (Reattore 1) | 604                | BWR       | 2 giugno 1972      | 16 novembre 1977                   | 10 dicembre 1978                  | 3 ottobre 2018         |
| Chin Shan (Reattore 2) | 604                | BWR       | 7 dicembre 1973    | 19 dicembre 1978                   | 15 luglio 1979                    | 16 luglio 2019         |
| Kuosheng (Reattore 2) | 948                | BWR       | 19 novembre 1975   | 21 maggio 1981                     | 28 dicembre 1981                  | 1º luglio 2021         |
| Kuosheng (Reattore 2) | 948                | BWR       | 15 marzo 1976      | 29 giugno 1982                     | 16 marzo 1983                     | 15 marzo 2023          |
| Totale: 4 reattori per complessivi 3.141 MW |                    |           |                    |                                    |                                   |                        |
| NOTE: - La normativa in vigore prevede la possibilità di sostituzione e/o aumento del parco reattori al termine del ciclo vitale degli impianti ancora in funzione. |                    |           |                    |                                    |                                   |                        |